# Obstetrics & Gynecology
Obstetrics & Gynecology es una revista médica revisada por pares en el campo de la obstetricia y la ginecología . Es la publicación oficial del Colegio Americano de Obstetras y Ginecólogos . Es conocido popularmente como el "Diario Verde". [1]
Obstetrics & Gynecology tiene aproximadamente 45.000 suscriptores. Según el Journal Citation Reports de 2014 , tuvo un factor de impacto de 4,982, ubicándolo en el quinto lugar entre 82 revistas de medicina reproductiva.

## Métricas de revista
2022
- Web of Science Group : 7.661
- Índice h de Google Scholar: 231
- Scopus: 3.903